# Челпанов, Василий Николаевич
Василий Николаевич Челпанов (12 марта 1918, Холм, Псковская губерния — 27 ноября 1941, Орловская область) — заместитель командира эскадрильи, лейтенант. Герой Советского Союза.

## Биография
Родился 12 марта 1918 года в городе Холм ныне Новгородской области.
В Красной Армии с 1936 года. Участник советско-финской войны 1939—1940 годов. Участник Великой Отечественной войны с 22 июня 1941 года. Воевал на Западном, Брянском, Юго-Западном фронтах.
27 ноября 1941 года совершил огненный таран, направил свой подбитый самолёт на колонну вражеских войск. Похоронен в городе Ливны.
Указом Президиума Верховного Совета СССР от 14 февраля 1943 года за мужество и героизм в боях с захватчиками лейтенанту Челпанову Василию Николаевичу присвоено звание Героя Советского Союза.
Награждён орденами Ленина, Красного Знамени, Красной Звезды.